# Cena Astrid Lindgrenové
Cena Astrid Lindgrenové (švédsky Astrid Lindgren-priset) je švédská literární cena za dětskou literaturu, která nese jméno světoznámé spisovatelky Astrid Lindgrenové. Cenu založilo v roce 1967 nakladatelství Rabén & Sjögren (od roku 1998 je součást nakladatelství Norstedts Förlag) na počest Lindgrenové u příležitosti jejích 60. narozenin. Astrid Lindgrenová v nakladatelství Rabén & Sjögren od roku 1945 po desítky let vydávala své knihy.
Uděluje se každoročně 14. listopadu, tedy v den narozenin Astrid Lindgrenové, švédskému spisovateli pro děti a mládež. Tim se liší od Pamětní ceny Astrid Lindgrenové za literaturu (švédsky Litteraturpriset till Astrid Lindgrens minne), kterou ustanovila po smrti autorky v roce 2002 švédská vláda a je od roku 2003 udělována spisovatelům z celého světa.

## Seznam oceněných spisovatelů
| Rok  | Autor, autorka                 | Ref.        |
| ---- | ------------------------------ | ----------- |
| 1967 | Åke Holmberg                   |             |
| 1968 | Ann Mari Falková               |             |
| 1969 | Harry Kullman                  |             |
| 1970 | Lennart Hellsing               |             |
| 1971 | Hans Peterson                  |             |
| 1972 | Maria Gripeová                 |             |
| 1973 | Barbro Lindgrenová             |             |
| 1974 | Inger a Lasse Sandbergovi      |             |
| 1975 | Hans-Eric Hellberg             |             |
| 1976 | Irmelin Sandman Lilius         |             |
| 1977 | Kerstin Thorvall               |             |
| 1978 | Gunnel Linde                   |             |
| 1979 | Rose Lagercrantz               |             |
| 1980 | Maud Reuterswärd (in memoriam) | [ 4 ]       |
| 1981 | Gunilla Bergström              |             |
| 1982 | Inger Brattström               |             |
| 1983 | Siv Widerberg                  |             |
| 1984 | Astrid Bergman Sucksdorff      | [ 5 ]       |
| 1985 | Viveca Lärn                    |             |
| 1986 | Margareta Strömstedt           |             |
| 1987 | Nan Inger Östman               |             |
| 1988 | Lena Anderson                  |             |
| 1988 | Christina Björk                |             |
| 1989 | Annika Holm                    |             |
| 1990 | Maj Bylock                     |             |
| 1991 | Max Lundgren                   |             |
| 1992 | Sven Christer Swahn            |             |
| 1993 | Ulf Stark                      |             |
| 1994 | Eva Wikander                   |             |
| 1995 | Peter Pohl                     |             |
| 1996 | Henning Mankell                |             |
| 1997 | Anna-Clara, Thomas Tidholm     |             |
| 1998 | Bo R. Holmberg                 |             |
| 1999 | Per Nilsson                    |             |
| 2000 | Annika Thor                    |             |
| 2001 | Eva Eriksson                   |             |
| 2002 | Stefan Casta                   |             |
| 2003 | Sven Nordqvist                 |             |
| 2004 | Pernilla Stalfelt              |             |
| 2005 | Jujja Wieslander               |             |
| 2006 | Ulf Nilsson                    |             |
| 2007 | Helena Östlund                 |             |
| 2008 | Pija Lindenbaum                |             |
| 2009 | Olof a Lena Landströmovi       |             |
| 2010 | Moni Nilsson-Brännström        |             |
| 2011 | Jan Lööf                       | [ 6 ]       |
| 2012 | Katarina Kieri                 |             |
| 2013 | Katarina von Bredow            |             |
| 2014 | Frida Nilsson                  |             |
| 2015 | Mårten Sandén                  |             |
| 2016 | Anna Höglund                   |             |
| 2017 | Jenny Jägerfeld                |             |
| 2018 | Lisa Bjärbo                    |             |
| 2019 | Kerstin Lundberg Hahn          | [ 7 ] [ 8 ] |
| 2020 | Jakob Wegelius                 |             |
| 2021 | Ylva Karlsson                  |             |
| 2022 | Mårten Melin                   | [ 9 ]       |